# 戴维森学院
戴维森学院（英語：Davidson College）是美国北卡罗来纳州一所私立文理学院，主校区坐落于夏洛特市以北30公里远的戴维森。
戴维森学院始建于1837年，由当地的美国长老教会——康科德长老会从威廉·李·戴维森二世购置土地建成。该学院以威廉·李·戴维森二世的父亲威廉·李·戴维森命名。威廉·李·戴维森是美國獨立戰爭时的军官，于1781年在考恩浅滩之战抵抗英军时阵亡。
一直到20世纪中期，戴维森学院都是一所男子学院，有着限制严格的校园生活，并重视长老会的联系。到1950年代，所有学生仍被强制要求参加校内的宗教活动。此外，当时戴维森学院并不给女学生颁发学位，仅有一些女学生在学校上过课，然后再转到其他学校完成学位。1972 年，戴维森正式实行男女同校制，自此女学生可以同等地获得学位。
到了2010年代，戴维森学院的大多数学生和教职员工已经都不是长老会教徒，学生也不需要学习宗教，但学校仍保留了一些长老会的传统，比如其校长必须是长老会教徒，44名校董事会成员中至少有 24名长老会教徒。